# Діллард (Джорджія)
Діллард (англ. Dillard) — місто (англ. city) в США, в окрузі Рабун штату Джорджія. Населення — 337 осіб (2020).

## Географія
Діллард розташований за координатами 34°58′28″ пн. ш. 83°22′48″ зх. д. / 34.97444° пн. ш. 83.38000° зх. д. (34.974505, -83.380008).  За даними Бюро перепису населення США в 2010 році місто мало площу 4,59 км², з яких 4,53 км² — суходіл та 0,06 км² — водойми.

## Демографія
Згідно з переписом 2010 року, у місті мешкало 339 осіб у 147 домогосподарствах у складі 92 родин. Густота населення становила 74 особи/км².  Було 190 помешкань (41/км²).
Расовий склад населення:
| - 91,4 % — білих - 0,6 % — вихідців з тихоокеанських островів - 0,6 % — азіатів - 0,3 % — корінних американців - 6,2 % — осіб інших рас |

До двох чи більше рас належало 0,9 %. Частка іспаномовних становила 24,8 % від усіх жителів.
За віковим діапазоном населення розподілялося таким чином: 20,9 % — особи молодші 18 років, 55,8 % — особи у віці 18—64 років, 23,3 % — особи у віці 65 років та старші. Медіана віку мешканця становила 46,1 року. На 100 осіб жіночої статі у місті припадало 96,0 чоловіків;  на 100 жінок у віці від 18 років та старших — 92,8 чоловіків також старших 18 років.
Середній дохід на одне домашнє господарство  становив 50 109 доларів США (медіана — 39 375), а середній дохід на одну сім'ю — 71 051 долар (медіана — 58 750). Медіана доходів становила 31 458 доларів для чоловіків та 42 083 долари для жінок. За межею бідності перебувало 17,0 % осіб, у тому числі 25,4 % дітей у віці до 18 років та 14,7 % осіб у віці 65 років та старших.
Цивільне працевлаштоване населення становило 205 осіб. Основні галузі зайнятості: мистецтво, розваги та відпочинок — 28,8 %, освіта, охорона здоров'я та соціальна допомога — 23,4 %, роздрібна торгівля — 10,2 %, науковці, спеціалісти, менеджери — 7,8 %.